# Abiel Foster

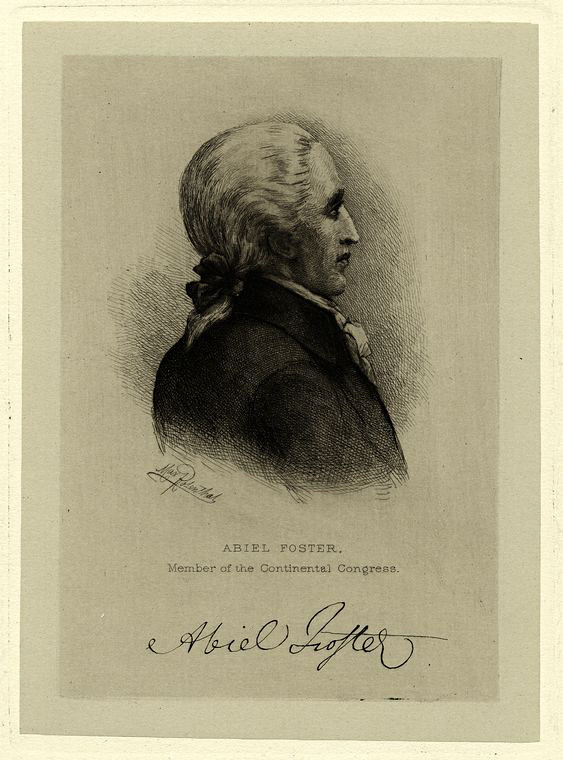
Abiel Foster

Abiel Foster (* 8. August 1735 in Andover, Province of Massachusetts Bay; † 6. Februar 1806 in Canterbury, New Hampshire) war ein US-amerikanischer Politiker. Zwischen 1789 und 1791 sowie von 1795 bis 1803 vertrat er den Bundesstaat New Hampshire im US-Repräsentantenhaus.

## Werdegang
Abiel Foster wuchs während der britischen Kolonialzeit auf. Bis 1756 besuchte er das Harvard College, die spätere Harvard University. Nach einem Theologiestudium wurde er als Pastor ordiniert. Dieses Amt übte er in Canterbury (New Hampshire) zwischen 1761 und 1779 aus. Foster nahm auch aktiv am politischen Geschehen seiner Zeit teil. Im Jahr 1775 war er Delegierter zum Provinzialkongress in Exeter. Zwischen 1783 und 1785 nahm Foster am Kontinentalkongress teil. Von 1784 bis 1788 war er Richter am Berufungsgericht im Rockingham County.
Bei den ersten Kongresswahlen des Jahres 1788, die staatsweit abgehalten wurden, wurde Foster für das erste Abgeordnetenmandat von New Hampshire in das US-Repräsentantenhaus gewählt. Dieses Mandat im ersten Kongress übte er zwischen dem 4. März 1789 und dem 3. März 1791 aus. Von 1791 bis 1794 gehörte Foster dem Senat von New Hampshire an, dessen Präsident er 1793 war. Foster wurde Mitglied der von Alexander Hamilton gegründeten Föderalistischen Partei. Als deren Kandidat wurde er bei den Wahlen des Jahres 1794, die ebenfalls staatsweit abgehalten wurden, erneut in den Kongress gewählt. Diesmal nahm er den vierten Abgeordnetensitz seines Staates ein. Nach drei Wiederwahlen konnte er sein Mandat bis zum 3. März 1803 ausüben. Abiel Foster starb am 6. Februar 1806 in Canterbury.